# Glumicalyx lesuticus
Glumicalyx lesuticus är en flenörtsväxtart som beskrevs av O.M. Hilliard och B.L. Burtt. Glumicalyx lesuticus ingår i släktet Glumicalyx och familjen flenörtsväxter. Inga underarter finns listade i Catalogue of Life.